# یواس‌اس بایفیلد (ای‌پی‌ای-۳۳)
یواس‌اس بایفیلد (ای‌پی‌ای-۳۳) (به انگلیسی: USS Bayfield (APA-33)) یک کشتی بود که طول آن ۴۹۲ فوت (۱۵۰ متر) بود. این کشتی در سال ۱۹۴۳ ساخته شد.